# Sarcomelicope megistophylla
Sarcomelicope megistophylla är en vinruteväxtart som beskrevs av Thomas Gordon Hartley. Sarcomelicope megistophylla ingår i släktet Sarcomelicope och familjen vinruteväxter. Inga underarter finns listade i Catalogue of Life.